# Passos (Mirandela)
Passos is een plaats (freguesia) in de Portugese gemeente Mirandela en telt 479 inwoners (2001).